# Mistică creștină

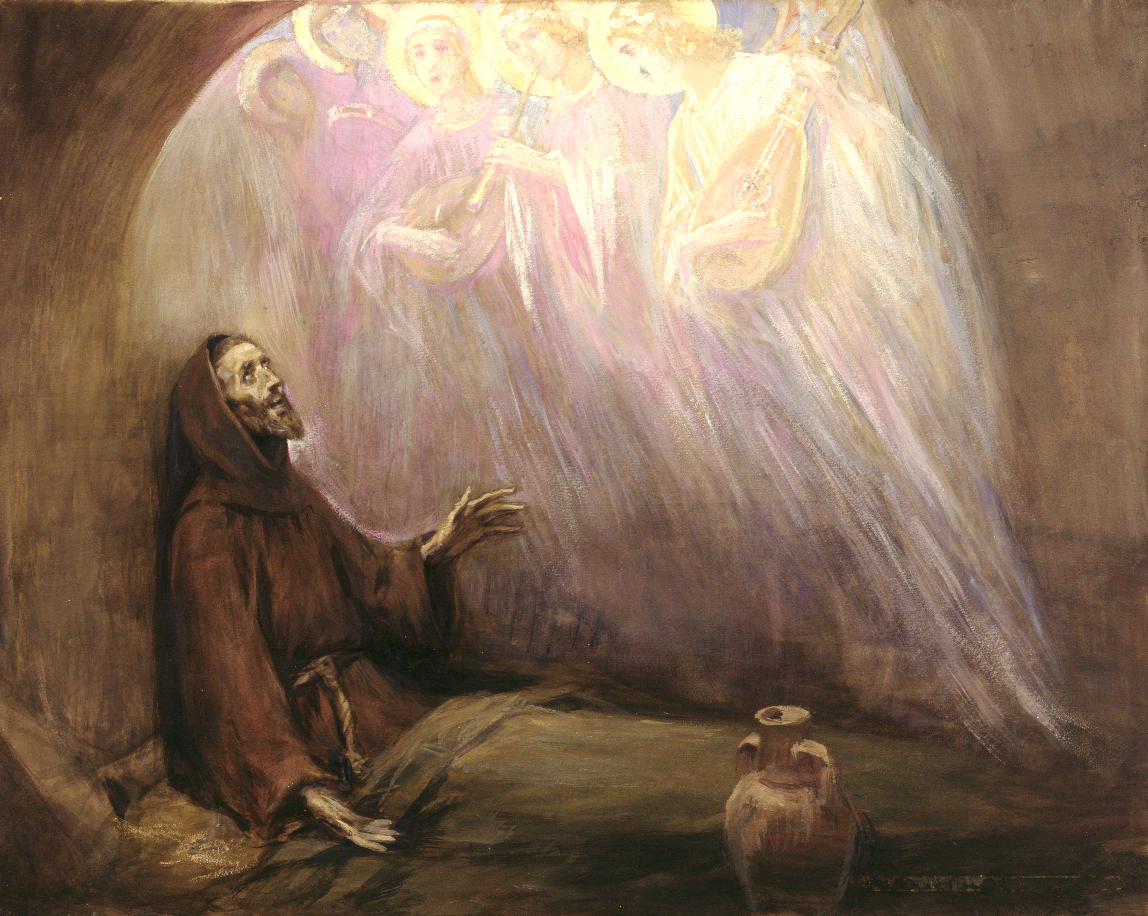
Viața lui Francisc de Assisi de José Benlliure y Gil

Mistica creștină se referă la dezvoltarea teoriei și practicilor mistice ale creștinismului. Acesta a fost legat de teologia mistică, cu precădere la romano-catolici și creștini ortodocși (atât tradiția ortodoxiei răsăritene cât și cea a ortodoxiei orientale).
Atributele și mijloacele prin care mistica creștină este studiată și practicată diferă. Acestea pornesc de la viziuni ecstatice ale uniunii mistice a sufletului cu Dumnezeu, până la contemplarea Sfintei Scripturi (adică Lectio Divina).

## Etimologie

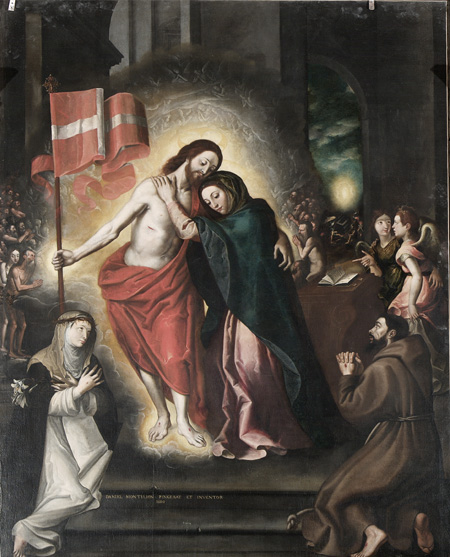
Nunta mistică dintre Cristos și Biserică.

„Mistică” este derivat din grecescul μυω, însemnând „a închide” [ochii sau gura], și μυστικός, care are semnificația celui care tace. În lumea elenă, un „mystae” („mystikos”) era un inițiat al unei religii de mistere (de taine). „Mistic” se referea la ritualuri religioase secrete și din utilizarea cuvântului lipseau referințele directe la transcendent.
La începuturile creștinismului (în diferite secole și părți ale lumii) termenul mystikos desemna trei dimensiuni, care au devenit foarte repede strâns legate între ele, anume cea biblică, cea liturgică și cea spirituală sau contemplativă. Dimensiunea biblică se referă la interpretări „ascunse” sau alegorice ale Scripturilor. Dimensiunea liturgică se referă la misterul (taina) liturgică a Euharistiei, adică la prezența lui Isus Cristos în euharistie. A treia dimensiune este cunoașterea contemplativă sau experiențială a lui Dumnezeu.